# National Institution of Social Care and Vocational Training
National Institution of Social Care and Vocational Training (NISCVT) ist eine libanesische Hilfsorganisation. 

## Geschichte
Sie wurde 1976 in den Anfängen des libanesischen Bürgerkrieges als Heim für Waisenkinder (Bait Atfal Assumoud, "Haus der standhaften Kinder") gegründet. Heute betreut die libanesische Hilfsorganisation NISCVT 1.300 Kinder und Jugendliche in 770 Familien. Sie unterhält 10 Sozial-Zentren mit 6 Zahnarztpraxen und eine psychologische Beratungsstelle in den Flüchtlingslagern von Beirut, Saida, Sour, Tripoli und in der Bekaa-Ebene. 

## Grundlagen und Ziele
Da die Armuts- und Bildungssituation, sowie die Perspektivlosigkeit und Ausgrenzung der palästinensischen Flüchtlinge im Libanon nach wie vor sich als katastrophal darstellt, versucht NISCVT vor allem die Kinder und Jugendlichen aufzufangen und ihnen Hilfestellungen zu geben. Gegen die wachsende Hoffnungslosigkeit, drohende Verwahrlosung und Aggressivität bieten die Mitarbeiter von NISCVT Aktivitäten an, um das Selbstwertgefühl und die Eigenverantwortung der Flüchtlinge zu stärken.  
600 Kinder besuchen die 8 Kindergärten der Organisation. Es gibt künstlerische, kulturelle, sportliche und Bildungsangebote, Feriencamps, Pfadfindergruppen und Büchereien. 
Junge Mädchen und Frauen nehmen an Alphabetisierungskursen teil. Sie werden in Kunsthandwerk, in der Lebensmittelverarbeitung und am Computer, männliche Jugendliche vor allem in handwerklichen Berufen ausgebildet.

## Finanzierung und Unabhängigkeit
NISCVT finanziert seine Arbeit ausschließlich mit Hilfe von Spenden in- und ausländischer Einzelpersonen, kirchlicher Einrichtungen und gemeinnütziger Institutionen. Eine politische Bevormundung ist nahezu ausgeschlossen, da sie weder von der PLO oder anderen palästinensischen Parteien, noch von arabischen Regierungen unterstützt wird. NISCVT ist eine Nichtregierungsorganisation (NGO).